# محوطه یوخاری سیال ۲
محوطه یوخاری سیال ۲ مربوط به سده‌های میانه دوران‌های تاریخی پس از اسلام است و در شهرستان مراغه، بخش مرکزی، دهستان سراجوی شمالی، ۳ کیلومتری روستای داش آتان واقع شده و این اثر در تاریخ ۱۸ اسفند ۱۳۸۷ با شمارهٔ ثبت ۲۵۲۱۹ به‌عنوان یکی از آثار ملی ایران به ثبت رسیده است.